# Dekretzeit
Die Dekretzeit wurde vom Rat der Volkskommissare der UdSSR am 16. Juni 1930 eingeführt, um die Tageshelligkeit besser auszunutzen.
Die Dekretzeit ist die um eine Stunde vorgestellte Uhrzeit der jeweiligen Zeitzone, d. h., es wird derselbe Effekt wie mit der Sommerzeit erreicht. Ab 1981 galt zusätzlich zur Dekretzeit, die das ganze Jahr über gilt, im Sommer die Sommerzeit.
Von 1982 bis 1986 wurde die Dekretzeit durch die Regierung der UdSSR in 30 Oblasten und Autonomen Republiken Russlands sowie in den drei baltischen Republiken abgeschafft. 1990 folgten die Ukraine, Moldau, Georgien und Aserbaidschan. Im März 1991 wurde sie im ganzen Gebiet der UdSSR abgeschafft.
Am 23. Oktober 1991 entschied der Oberste Sowjet der Russischen SFSR die Wiedereinführung der Dekretzeit auf dem Gebiet Russlands. Dies wurde am 19. Januar 1992 (einem Sonntag) verwirklicht (außer Oblast Astrachan, Oblast Wolgograd, Oblast Kirow, Oblast Nowosibirsk, Oblast Samara, Oblast Saratow und Udmurtien).
Durch weitere Neuordnungen der Zeitzonen orientieren sich jetzt manche Oblaste Russlands an der Dekretzeit, andere nicht. Näheres siehe den Artikel Zeitzonen in Russland.